# 5알파-환원효소 저해제
5α-환원효소 저해제(영어: 5α-reductase inhibitor, 5-ARI)는 전립선비대증 및 탈모 치료에 주로 사용되는 항안드로젠 효과가 있는 약물의 부류이다. 다이하이드로테스토스테론 차단제(영어: dihydrotestosterone blocker)라고도 한다. 이들은 또한 여성의 과도한 모발 성장을 치료하고 트랜스젠더 여성을 위한 호르몬 요법의 구성 요소로 사용된다.
이러한 제제는 다양한 내인성 스테로이드의 대사 변형에 관여하는 효소인 5α-환원효소를 저해한다. 5α-환원효소 저해제는 특정 안드로젠 관련 이상에서 주요 안드로젠 성 호르몬인 테스토스테론을 보다 강력한 안드로젠인 다이하이드로테스토스테론(DHT)으로 전환되는 것을 방지하는 것으로 가장 잘 알려져 있다.

## 같이 보기
- 5알파-환원효소 저해제 목록
- 5알파-환원효소 저해제의 발견 및 개발
- CYP17A1 저해제
- 신경스테로이드 생성 저해제